# ASO Chlef
El Association Sportive Olympique de Chlef es un equipo de fútbol de Argelia que milita en el Championnat National de Première Division, la principal categoría de fútbol en el país.

## Historia
Fue creado en 1947 y se ubica en la ciudad de Chlef y han ganado el título de liga en una ocasión, así como el torneo de copa en una ocasión.

## Palmarés
- Algerian Ligue Professionnelle 1: 1

2010–11
- Subcampeón (1): 2008

- Algerian Cup: 2

2005, 2023

## Participación en competiciones de la CAF
| Temporada | Torneo                       | Ronda          | Club              | Casa  | Visita | Global      |
| --------- | ---------------------------- | -------------- | ----------------- | ----- | ------ | ----------- |
| 2006      | Copa Confederación de la CAF | Preliminar     | ASC Entente       | w.o.1 | w.o.1  | w.o.1       |
| 2006      | Copa Confederación de la CAF | 1              | ASF Douanes       | 0-0   | 0-1    | 0-1         |
| 2007      | Copa Confederación de la CAF | Preliminar     | ASAC Concorde     | 2-1   | 1-0    | 3-1         |
| 2007      | Copa Confederación de la CAF | 1              | ENPPI Club        | 0-0   | 1-0    | 1-0         |
| 2007      | Copa Confederación de la CAF | 2              | Al-Merrikh SC     | 1-0   | 0-3    | 1-3         |
| 2009      | Liga de Campeones de la CAF  | Preliminar     | Fello Star        | 1-0   | 2-1    | 3-1         |
| 2009      | Liga de Campeones de la CAF  | 1              | ES Sahel          | 0-0   | 1-2    | 1-2         |
| 2012      | Liga de Campeones de la CAF  | Preliminar     | ASFA Yennenga     | 4-1   | 0-0    | 4-1         |
| 2012      | Liga de Campeones de la CAF  | 1              | AS Vita Club      | 0-0   | 3-2    | 3-2         |
| 2012      | Liga de Campeones de la CAF  | 2              | Al-Hilal Omdurmán | 1-1   | 1-1    | 2-2 (4-2 p) |
| 2012      | Liga de Campeones de la CAF  | Fase de grupos | ES Sahel          | w.o.2 | w.o.2  | 3.er lugar  |
| 2012      | Liga de Campeones de la CAF  | Fase de grupos | Espérance ST      | 0-6   | 1-5    | 3.er lugar  |
| 2012      | Liga de Campeones de la CAF  | Fase de grupos | Sunshine Stars FC | 1-2   | 0-2    | 3.er lugar  |
| 2015      | Copa Confederación de la CAF | Preliminar     | Kamboi Eagles FC  | 2-0   | 0-1    | 2-1         |
| 2015      | Copa Confederación de la CAF | 1              | Horoya AC         | 1-0   | 0-1    | 1-1 (5-4 p) |
| 2015      | Copa Confederación de la CAF | 2              | Club Africain     | 1-1   | 0-1    | 1-2         |
| 2023-24   | Copa Confederación de la CAF | 1              | Bendel Insurance  | 1-0   | 0-1    | 1-1 (3-4 p) |

1- ASC Entente abandonó el torneo.

2- Étoile du Sahel fue descalificado después de los disturbios en el partido contra el Espérance Tunis el 18 de agosto.

## Jugadores

### Jugadores destacados
- Farid Cheklam
- Samir Hadjaoui
- Fodil Megharia
- El Arbi Hillel Soudani
- Alhassane Issoufou